# Rebecca Edwards (Ruderin)
Rebecca Edwards (* 20. August 1993 in Aughnacloy, Dungannon and South Tyrone, Nordirland) ist eine britische Ruderin. 2022 war sie Europameisterschaftszweite im Achter.

## Karriere
Rebecca Edwards rudert für den Leander Club.
Die 1,78 Meter große Ruderin debütierte erst 2019 im Ruder-Weltcup. Nachdem die Britinnen 2020 wegen der COVID-19-Pandemie nicht bei den Europameisterschaften antraten, erreichte 2021 der britische Achter mit Fiona Gammond, Chloe Brew, Emily Ford, Rebecca Muzerie, Caragh McMurtry, Katherine Douglas, Rebecca Edwards, Sara Parfett und Steuerfrau Matilda Horn den vierten Platz bei den Europameisterschaften in Varese hinter den Niederländerinnen und den Irinnen. Bei den erst 2021 ausgetragenen Olympischen Spielen in Tokio belegten die Britinnen nach einem vierten Platz im Vorlauf den fünften Platz im Hoffnungslauf und erreichten den siebten Platz in der Gesamtwertung.
2022 bei den Europameisterschaften in München trat der britische Achter mit Rebecca Edwards, Lauren Irwin, Emily Ford, Esme Booth, Samantha Redgrave, Rebecca Shorten, Rowan McKellar, Heidi Long und Steuerfrau Morgan Baynham-Williams an. Die Crew erkämpfte die Silbermedaille hinter den Rumäninnen und vor den Niederländerinnen. 2023 wurde Edwards mit dem britischen Achter Vierte bei den Weltmeisterschaften in Belgrad. 2024 wechselte Edwards in den Zweier ohne Steuerfrau. Zusammen mit Chloe Brew wurde sie Fünfte bei den Europameisterschaften in Szeged. Bei den Olympischen Spielen 2024 in Paris wurden Edwards und  Brew Zwölfte.